# Francisc David

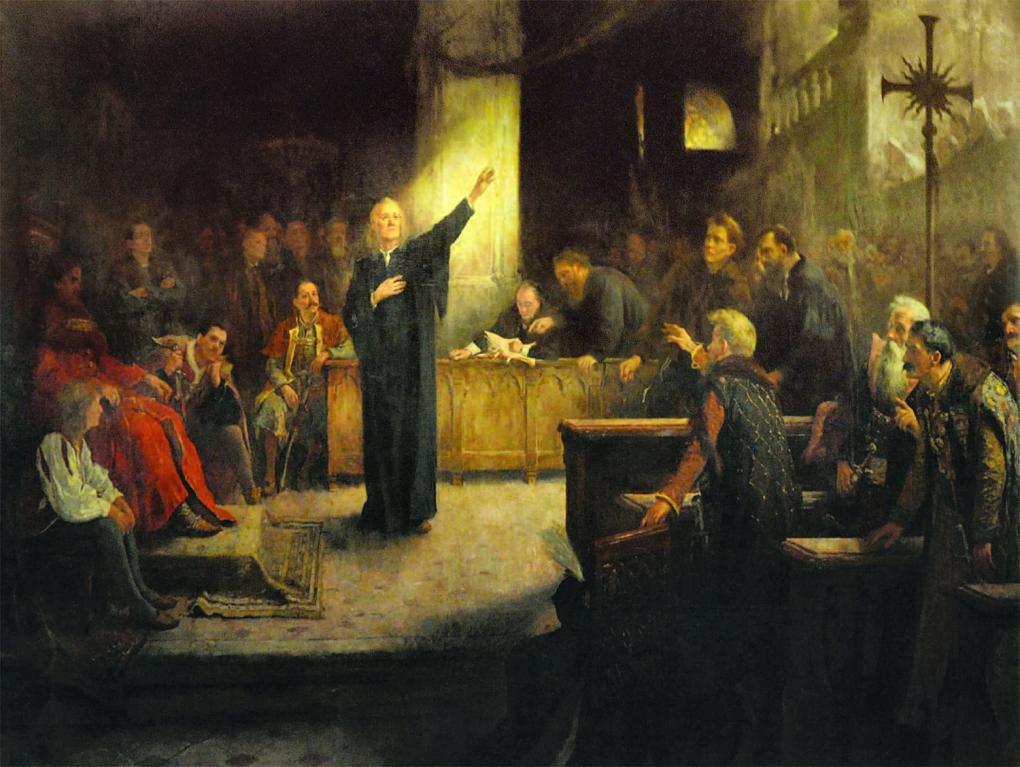
Francisc David pe tabloul din 1898 a lui Aladár Körösföi-Kriesch de la Muzeul de Istorie din Turda

Francisc David (în germană Franz David, alternativ Davidis, în maghiară Dávid Ferenc; n. 1510, Cluj, Regatul Ungariei – d. 15 noiembrie 1579, Deva, Hunedoara, România) a fost fondatorul și primul episcop al Bisericii Unitariene din Transilvania. După obiceiul umanist al epocii și-a latinizat numele în Franciscus Davidis, iar ulterior a preluat numele de familie Dávid.

## Viața și activitatea
Francisc David s-a născut la Cluj în jurul anului 1520, tatăl său fiind un meșter sas, mama lui o unguroaică din Cluj. După terminarea studiilor la Wittenberg în anul 1551, a fost mai întâi rectorul gimnaziului catolic din Bistrița. După convertirea sa la credința lutherană a activat în 1554 ca pastor evanghelic la Petriș. Un an mai târziu s-a mutat la Cluj ca rector evanghelic și a devenit superintendentul lutheranilor din oraș. În 1564, după separarea definitivă a calvinilor maghiari de evanghelicii lutherani (sași), a fost ales episcop calvinist al bisericilor maghiare din Transilvania și numit pastor la curtea principelui transilvan Ioan al II-lea Sigismund Zápolya. Discuțiile sale asupra trinității au început în 1565 exprimându-și dubii asupra personalității Spiritului Sfânt.
În anul 1898 Aladár Körösföi-Kriesch a pictat marele și renumitul tablou (3 x 4 m) cu Francisc David, expus (până la începerea lucrărilor de renovare a muzeului) în holul Muzeului de Istorie din Turda. Tabloul prezintă Dieta Transilvaniei la ședinta din ianuarie 1568 din Biserica Romano-Catolică din Turda (pe-atunci biserică unitariană). La acea sesiune, întemeietorul Bisericii Unitariene, David Francisc, a prezentat și a obținut recunoașterea religiei unitariene și libertatea religioasă, proclamată de principele Transilvaniei, Ioan Sigismund Zápolya, prezent la sesiune. Pictura este depozitată de peste zece ani într-un pod al muzeului turdean, imobil aflat în renovare. În tablou sunt reprezentați principele Transilvaniei, Ioan Sigismund Zápolya (în stânga, pe jilț), încadrat de nepoții săi, Ștefan Báthory și Cristofor Báthory, ajunși ulterior și ei principi ai Transilvaniei. În pictură mai pot fi identificați, în dreapta, omul de cultură clujean Gáspár Heltai și preotul calvin Méliusz Juhász Péter (1532-1572), cu care David Francisc a întreținut o lungă controversă teologică. Gáspár Heltai (adept al noii religii unitariene) apare în spate, șezând și răsfoind Biblia. În dreapta jos este prezentat nobilul transilvănean maghiar Gáspár Bekes (1520-1579), un alt adept unitarian.

## Controverse interprotestante
Opozantul său în disputele publice a fost liderul calvinist Péter Juhász (Melius), iar principalul său susținător Giorgio Blandrata, medicul personal al principelui Ioan Sigismund Zápolya. Blandrata și-a însușit inițial punctele radicale de vedere ale lui David și l-a convins pe principele Zápolya să emită în 1568 un edict asupra libertății religioase în cadrul Dietei de la Turda, care i-a permis lui David să-și transfere episcopatul de la calvinism la anti-trinitarism (unitarianism), la Cluj. Astfel Dieta de la Turda decreta:
„Măria-Sa, Domnul Nostru, precum a hotărât în adunările precedente împreună cu țara și obștea în privința religiei, așa și în adunarea de față reafirmă cum ca predicatorii să propovăduiască evanghelia pretutindeni, fiecare după credința lui, și obștea dacă-l vrea, bine, dacă nu, nimeni să nu-l oblige, căci ar tulbura liniștea sufletului său, dar să țină predicator a cărui învățătură îi place. Și pentru aceasta nimeni dintre superintendenți, nici alții, să nu încerce a-i vătăma pe predicatori, nimeni să nu fie ocărât pentru religie de nimeni, așa cum am hotărât în constituțiile precedente. Nu i se permite nimănui, ca pentru învățătură să amenințe pe cineva cu privarea de libertate sau funcție, căci credința e darul lui Dumnezeu, ce vine în urma auzirii, iar auzirea prin cuvântul lui Dumnezeu.”—Fragment din textul decretului
Legenda povestește că David ar fi ținut la Cluj, pe o piatră rotundă uriașă situată pe Calea Turzii o predică în urma căreia cetățenii Clujului au trecut la unitarianism. În interiorul Bisericii Unitariene din Cluj este ținută piatra de pe care David ar fi predicat.

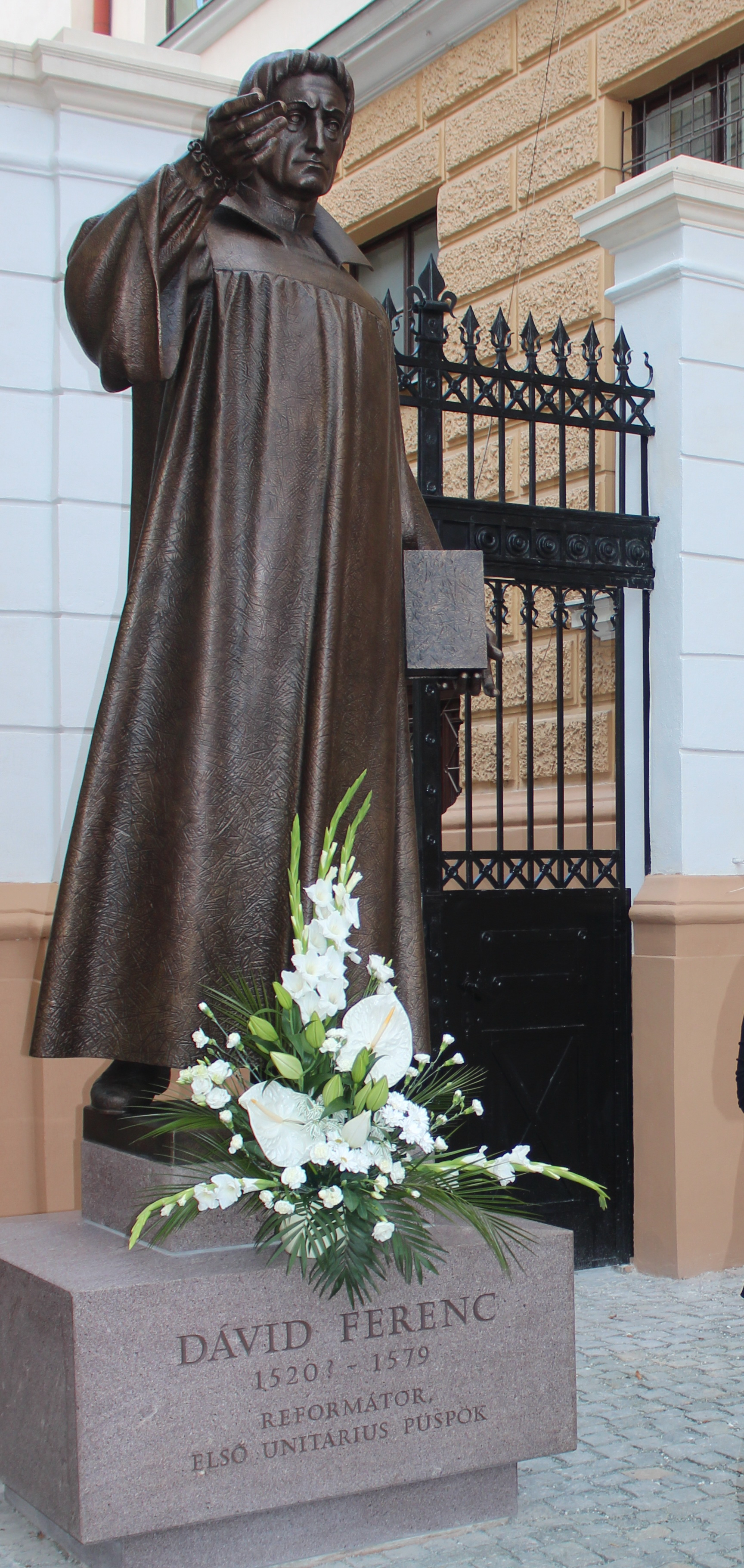
Statuia lui David Francisc din Cluj

În 1571 Ioan Sigismund Zápolya a fost urmat de catolicul Ștefan Báthory. Blandrata și-a păstrat postul de medic al principelui și a adoptat în cadrul unitarianismului o poziție mai moderată față de cea a lui David, care strânsese în jurul său așa-numita grupare a "davidiștilor", care priveau persoana lui Isus Cristos ca pe una strict umană. Odată cu respingerea naturii divine a lui Isus Cristos și negarea unor părți din Noul Testament, David a pierdut orice sprijin din partea protectorilor săi. De teama de a nu fi suspectat la rândul său de simpatizare cu noile idei ale lui David, Blandrata (el însuși unitarian) l-a denunțat pe David pentru erezie, păstrând astfel privilegiile pentru unitarienii moderați. Sub influența lui Johannes Sommer, rector la gimnaziul din Cluj, David (aproximativ în 1572) a abandonat cariera teologică, ceea ce nu a oprit procesul împotriva sa. Judecat și condamnat, David a murit în închisoarea cetății de la Deva în 1579. Pe ruinele locului în care a fost închis la Deva există o placă memorială.
Dr. Alexa Popovici menționează că: „de la David Ferenc au rămas un număr de 26 lucrări scrise, printre care amintim cea scrisă și tipărită în 1570 la Cluj cu titlul Konyvecske az igazi kereszteny keresztsegrol (Despre adevăratul botez creștin)”.

## Vezi și
- Ioan Sigismund Zápolya
- Biserica Unitariană
- Biserica Unitariană din Transilvania

## Legături externe
- ro  Date din istoria Bisericii Unitariene din Transilvania
- de  BBKL - Davidis Franz
- en  Date importante din istoria Bisericii Unitariene din Transilvania Arhivat în 14 ianuarie 2010, la Wayback Machine.
- en  Scurtă istorie a creștinismului unitarian Arhivat în 7 martie 2011, la Wayback Machine.